# Cyphostemma setosum
Cyphostemma setosum là một loài thực vật hai lá mầm trong họ Nho. Loài này được (Roxb.) Alston miêu tả khoa học đầu tiên năm 1931.